# 塩川美佳
塩川 美佳（しおかわ みか、1964年9月18日 - ）は、日本の女性モデル。岡崎事務所所属。
福岡県出身。武蔵野女子大学（現・武蔵野大学）に在籍中だった1986年に第12回クラリオンガールのグランプリ（当時20歳）に選ばれ、モデルとしてデビュー。近年ナンタケット・バスケットの作家・講師としても知られている。
駐チュニジア大使を務めた塩川実喜夫は兄。夫は知的財産権分野の権威者である法学者の相澤英孝。義母は女優の司葉子。義父は元大蔵事務次官・衆議院議員（9期）・弁護士の相澤英之。義妹（夫の弟の妻）は相田翔子。

## 出演

### 広告（契約）
- フォンテーヌ

### CM
- イー・トレード証券
- トヨタ自動車「デュエット」「ガイア」
- スミスクラインビーチャム「アクアフレッシュ」
- 伊藤ハム「大龍 中華秘伝」
- 日本リーバ「ポンズWホワイト」
- ソニー・コンピュータエンタテインメント「PlayStation 2」「PlayStation 2 the Best」

ほか

### スチル
- 松下電工「クリーンシャワレ」
- 日本メナード化粧品「グレイスクラブ」
- 香港政府観光局
- オンワード樫山「自由区 for men」

ほか

### 雑誌
- 家庭画報
- ミセス
- 婦人画報
- 美しいキモノ

### ショー
- ファッションスクエア
- 鈴乃屋「きもの文化フェスティバル」
- 花井幸子

### テレビ
- 爆報! THE フライデー(TBSテレビ、2018年11月30日)

## 特技
- 水泳
- マラソン
- 着付（師範）

## 系譜
```
　　　　
　　　（田部長右衛門 (22代)）　　　　
　　　　　　┏宇山種之助━━━━━田部長右衛門 (23代)　　
　　　　　　┃
　　　　　　┃
　　　　　　┃　　　　　　　　　　┏宇山真
宇山清左衛門╋宇山昌太郎━━━━━┫　　　　　　　　
　　　　　　┃　　　　　　　　　　┗宇山厚
　　　　　　┃　　　　　　　　　　　　　　　　　　若槻克彦　　　　　　　　
　　　　　　┃　　　　　　　　　　　　　　　　　　　　┃
　　　　　　┃　　　　　　　　　　　　　　　　　　┏礼子　
　　　　　　┗━与志　　　　　　　┏庄司廉━━━━┫
　　　　　　　　　┃　　　　　　　┃　　　　　　　┗庄司保親
　　　　　　　　　┃　　　　　　　┃
　　　　　　　　　┣━━━━━━━┫　　　　　　　┏節子
　　　　　　　　　┃　　　　　　　┃　　　　　　　┃　┃
　　　　　　　　　┃　　　　　　　┃　　　　　　　┃武田輝雄　　
　　　　　　　庄司昇造　　　　　　┃　　　　　　　┃
　　　　　　　　　　　　　　　　　┗庄司繁二郎━━╋昭子
　　　　　　　　　　　　　　　　　　　　　　　　　┃　┃
　　　　　　　　　　　　　　　　　　　　　　　　　┃皿井五郎
　　　　　　　　　　　　　　　　　　　　　　　　　┃
　　　　　　　　　　　　　　　　　　　　　　　　　┗葉子
　　　　　　　　　　　　　　　　　　　　　　　　　　　┃
　　　　　　　　　　　　　　　　　　　　　　　　　　　┣━━━━相澤宏光
　　　　　　　　　　　　　　　　　　　　　　　　　　　┃
　　　　　　　　　　　　　　　　　　　相澤次郎━━相澤英之
　　　　　　　　　　　　　　　　　　　　　　　　　　　┃　　　┏中島周
　　　　　　　　　　　　　　　　　　　　　　　　　　　┣━━━┫
　　　　　　　　　　　　　　　　　　　　　　　　　　　┃　　　┗相澤英孝
　　　　　　　　　　　　　　　　　　　　　　　　　　周子　　　　　┃
　　　　　　　　　　　　　　　　　　　　　　　　　　　　　　　　　┃
　　　　　　　　　　　　　　　　　　　　　　　　　　　　　　　　塩川美佳

```